# Simmonds Peak
Il Simmonds Peak, (in lingua inglese: Picco Simmonds), è un picco roccioso antartico, alto 1.940 m, situato 6 km a sud del Monte Dort, sul fianco orientale del Ghiacciaio Amundsen, nei Monti della Regina Maud, in Antartide. 
Il picco è stato mappato dall'United States Geological Survey (USGS) sulla base di rilevazioni e foto aeree scattate dalla U.S. Navy nel periodo 1960-64.
La denominazione è stata assegnata dall'Advisory Committee on Antarctic Names (US-ACAN) in onore del biologo Willard I. Simmonds, che passò l'inverno del 1964 alla Stazione McMurdo.